# Jericalla
A jericalla egy Mexikóból, azon belül Jalisco állam fővárosából, Guadalajarából származó édesség. A város Kilenc Sarok nevű részében több helyen is árulják, de beszerezhető máshol is.

## Története
Pontos eredetét nem tudni, csak „legendák” ismertek róla. Ezek közül az egyik legelterjedtebb, hogy a város San Juan de Dios nevű városrészében, az árvákat befogadó Hospicio Cabañas épületében született meg, amikor az egyik apáca a gyerekek számára valami tápláló édességet szeretett volna készíteni tejből, tojásból, cukorból, vaníliából és fahéjból, de miután betette a sütőbe, megfeledkezett róla, és mire észbe kapott, a tetejére már egy kemény réteg sült rá. Azonban a gyerekek így is nagyon megkedvelték, ezért ezután már mindig így készült. Nevét is többféleképpen magyarázzák: van, akik szerint az apáca családnevéből, mások szerint eredeti lakhelyének, a spanyolországi Jéricának a nevéből származik.

## Készítése
Fél liter tejhez 125 gramm cukrot és tetszés szerinti mennyiségű fahéjat adva a keveréket el kell kezdeni főzni, majd 10 perc forrás után levenni a tűzről. Ezután fel kell verni két tojást, és állandó keverés mellett hozzáadni a forró főzethez, végül vaníliával ízesíteni. A folyadékot ezután vízfürdőbe helyezett edényekbe kell önteni és így betenni a 180 fokra melegített sütőbe, ahol addig kell sütni (kb. 45 perc), amíg aranybarna kéreg nem keletkezik a felszínén.